# Cemitério Judaico (Paffendorf)

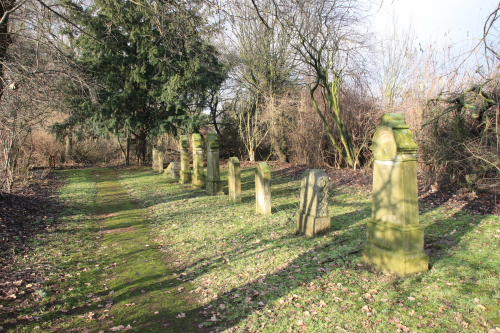
Vista parcial

O Cemitério Judaico de Paffendorf (em alemão:  Jüdische Friedhof Paffendorf) está localizado em Paffendorf, um bairro da cidade de Bergheim no Distrito do Reno-Erft, Renânia do Norte-Vestfália. 
No cemitério judaico, que foi ocupado de 1860 a 1923, ainda existem 13 matzevas. Está localizado na Kreisstraße 41. Foi inscrito em 14 de julho de 1989 na lista de monumentos da cidade de Bergheim. O cemitério não é cercado e de livre acesso.